# بيتر بوند (لاعب كرة قدم)
بيتر بوند (بالدنماركية: Peter Bonde)‏ هو مدرب كرة قدم ولاعب كرة قدم دنماركي، ولد في 14 فبراير 1958 في الدنمارك في مملكة الدنمارك. شارك مع منتخب الدنمارك لكرة القدم. أما مع النوادي، فقد لعب مع نادي لينغبي ونادي نايستفيد ونادي هرفوليه.

## وصلات خارجية
- بيتر بوند على موقع قاعدة بيانات كرة القدم.إي يو (الإنجليزية)
- بيتر بوند على موقع Soccerway.com (الإنجليزية)
- بيتر بوند على موقع عالم كرة القدم.نت (الإنجليزية)